# Auberives-en-Royans
Pour les articles homonymes, voir Auberives et Royan (homonymie).
Auberives-en-Royans est une commune française située dans le département de l'Isère, en région Auvergne-Rhône-Alpes.
La commune située dans la région naturelle du Royans, en limite du département de la Drôme, a adhéré à la communauté de communes de Saint-Marcellin Vercors Isère Communauté.

## Géographie

### Situation et description
Auberives-en-Royans est située au pied du massif du Vercors dans la vallée de l'Isère au bord de son affluent, la Bourne.

### Géologie
Dans la partie septentrionale du Royans dans laque se situe Auberives-en-Royans, la dépression synclinale de raccorde, sous la vallée de l'Isère, avec le remplissage du bassin molassique du Bas Dauphiné.

### Climat
Pour des articles plus généraux, voir Climat d'Auvergne-Rhône-Alpes et Climat de l'Isère.
En 2010, le climat de la commune est de type climat océanique altéré, selon une étude du Centre national de la recherche scientifique s'appuyant sur une série de données couvrant la période 1971-2000. En 2020, Météo-France publie une typologie des climats de la France métropolitaine dans laquelle la commune est exposée à un climat de montagne ou de marges de montagne et est dans la région climatique Alpes du nord, caractérisée par une pluviométrie annuelle de 1 200 à 1 500 mm, irrégulièrement répartie en été.
Pour la période 1971-2000, la température annuelle moyenne est de 12,2 °C, avec une amplitude thermique annuelle de 18 °C. Le cumul annuel moyen de précipitations est de 968 mm, avec 8,9 jours de précipitations en janvier et 6 jours en juillet. Pour la période 1991-2020, la température moyenne annuelle observée sur la station météorologique de Météo-France la plus proche, « Saint-Jean-en-Royans », sur la commune de Saint-Jean-en-Royans à 5 km à vol d'oiseau, est de 12,3 °C et le cumul annuel moyen de précipitations est de 1 136,1 mm,. Pour l'avenir, les paramètres climatiques de la commune estimés pour 2050 selon différents scénarios d'émission de gaz à effet de serre sont consultables sur un site dédié publié par Météo-France en novembre 2022.

### Hydrographie
Le territoire de la commune est bordé par la Bourne, un affluent de l'Isère d'une longueur de 43,1 km dans sa partie méridionale.

### Voies de communication
La route départementale 531, ancienne route nationale 531, déclassée en 1972, débute non loin du centre-ville de Sassenage, au rond-Point de la place Jean-Prévost, depuis la route départementale 1532 et se termine à Saint-Just-de-Claix, dans le hameau de Clairivaux, au carrefour de cette même RD 1532. Cette route, associée à la RD 518 permet également de relier la commune avec Pont-en-Royans puis les communes de Choranche, de Villard-de-Lans et de Lans-en-Vercors.

## Urbanisme

### Typologie
Au 1er janvier 2024, Auberives-en-Royans est catégorisée commune rurale à habitat dispersé, selon la nouvelle grille communale de densité à sept niveaux définie par l'Insee en 2022.
Elle est située hors unité urbaine. Par ailleurs la commune fait partie de l'aire d'attraction de Saint-Marcellin, dont elle est une commune de la couronne,. Cette aire, qui regroupe 17 communes, est catégorisée dans les aires de moins de 50 000 habitants,.

### Occupation des sols
L'occupation des sols de la commune, telle qu'elle ressort de la base de données européenne d’occupation biophysique des sols Corine Land Cover (CLC), est marquée par l'importance des territoires agricoles (71 % en 2018), en augmentation par rapport à 1990 (67,6 %). La répartition détaillée en 2018 est la suivante : 
zones agricoles hétérogènes (39,8 %), terres arables (31,1 %), forêts (22,1 %), mines, décharges et chantiers (6,9 %). L'évolution de l’occupation des sols de la commune et de ses infrastructures peut être observée sur les différentes représentations cartographiques du territoire : la carte de Cassini (XVIIIe siècle), la carte d'état-major (1820-1866) et les cartes ou photos aériennes de l'IGN pour la période actuelle (1950 à aujourd'hui).

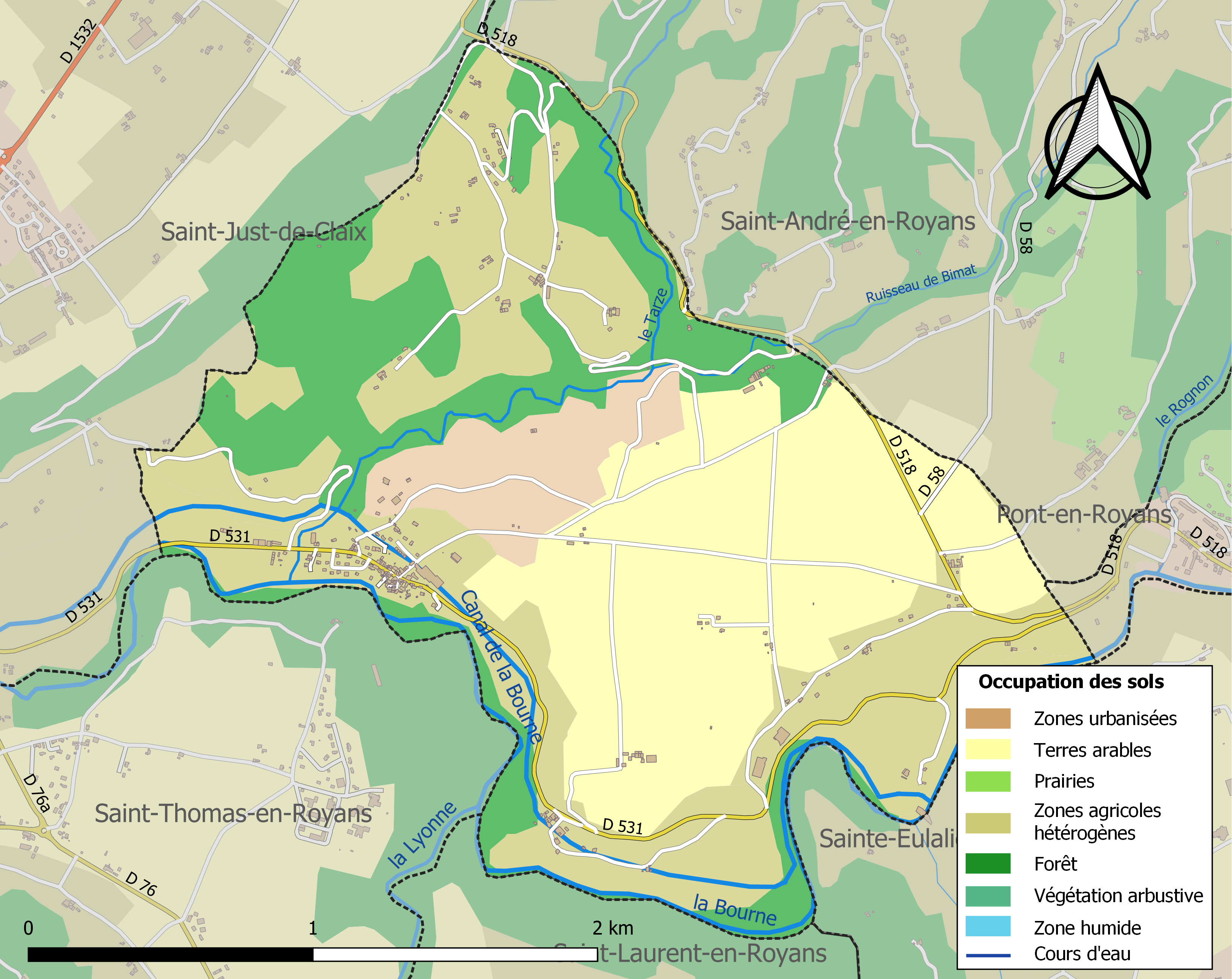
Carte des infrastructures et de l'occupation des sols de la commune en 2018 (CLC).

### Risques naturels et technologiques

#### Risques sismiques
L'ensemble du territoire de la commune d'Auberives-en-Royans est situé en zone de sismicité n°4 (sur une échelle de 1 à 5), en limite de la zone n°3 qui se situe au nord-ouest du territoire communal.
| Type de zone | Niveau            | Définitions (bâtiment à risque normal) |
| ------------ | ----------------- | -------------------------------------- |
| Zone 4       | Sismicité moyenne | accélération = 1,6 m/s2                |

## Politique et administration

### Liste des maires
| Période                                  | Période  | Identité         | Étiquette | Qualité                                                    |
| ---------------------------------------- | -------- | ---------------- | --------- | ---------------------------------------------------------- |
| mars 2008                                | 2014     | Bernard Perazio  | DVD       | Conseiller général du canton de Pont-en-Royans (1994-2015) |
| mars 2014                                | En cours | Stéphane Villard | SE        | Ingénieur                                                  |
| Les données manquantes sont à compléter. |          |                  |           |                                                            |

## Population et société

### Démographie
L'évolution du nombre d'habitants est connue à travers les recensements de la population effectués dans la commune depuis 1793. Pour les communes de moins de 10 000 habitants, une enquête de recensement portant sur toute la population est réalisée tous les cinq ans, les populations de référence des années intermédiaires étant quant à elles estimées par interpolation ou extrapolation. Pour la commune, le premier recensement exhaustif entrant dans le cadre du nouveau dispositif a été réalisé en 2004.

En 2022, la commune comptait 369 habitants, en évolution de −3,4 % par rapport à 2016 (Isère : +3,07 %, France hors Mayotte : +2,11 %).
| 1793 | 1800 | 1806 | 1821 | 1831 | 1836 | 1841 | 1846 | 1851 |
| ---- | ---- | ---- | ---- | ---- | ---- | ---- | ---- | ---- |
| 275  | 300  | 309  | 327  | 314  | 341  | 334  | 345  | 344  |

| 1856 | 1861 | 1866 | 1872 | 1876 | 1881 | 1886 | 1891 | 1896 |
| ---- | ---- | ---- | ---- | ---- | ---- | ---- | ---- | ---- |
| 329  | 349  | 352  | 332  | 456  | 335  | 349  | 354  | 377  |

| 1901 | 1906 | 1911 | 1921 | 1926 | 1931 | 1936 | 1946 | 1954 |
| ---- | ---- | ---- | ---- | ---- | ---- | ---- | ---- | ---- |
| 412  | 422  | 422  | 335  | 352  | 377  | 340  | 286  | 295  |

| 1962 | 1968 | 1975 | 1982 | 1990 | 1999 | 2004 | 2006 | 2009 |
| ---- | ---- | ---- | ---- | ---- | ---- | ---- | ---- | ---- |
| 282  | 295  | 279  | 294  | 321  | 327  | 350  | 343  | 358  |

| 2014 | 2019 | 2022 | - | - | - | - | - | - |
| ---- | ---- | ---- | - | - | - | - | - | - |
| 372  | 363  | 369  | - | - | - | - | - | - |

### Enseignement
La commune est rattachée à l'académie de Grenoble.

### Médias
Historiquement, le quotidien à grand tirage Le Dauphiné libéré consacre, chaque jour, y compris le dimanche, dans son édition du Sud Grésivaudan, un ou plusieurs articles à l'actualité du canton et de la communauté de communes, ainsi que des informations sur les éventuelles manifestations locales, les travaux routiers, et autres événements divers à caractère local.
La commune est située sur l'aire de diffusion de radio Ici Isère, une radio publique qui émet sur tout le territoire du département de l'Isère.

### Cultes
L'église paroissiale d'Auberives-en-Royans, propriété de la commune ainsi que la communauté catholique sont rattachées à la Paroisse Saint-Luc du Sud Gresivaudan, elle même dépendante du diocèse de Grenoble-Vienne.

## Culture locale et patrimoine

### Lieux et monuments
- Église de l'Assomption du XIIe siècle[22].
- Maison forte Le Bel.

### Personnalités liées à la commune
- Ennemond Mayoussier

### Héraldique
|  | Auberives-en-Royans possède des armoiries dont l'origine et le blasonnement exact ne sont pas disponibles. |